# Clase Epílico

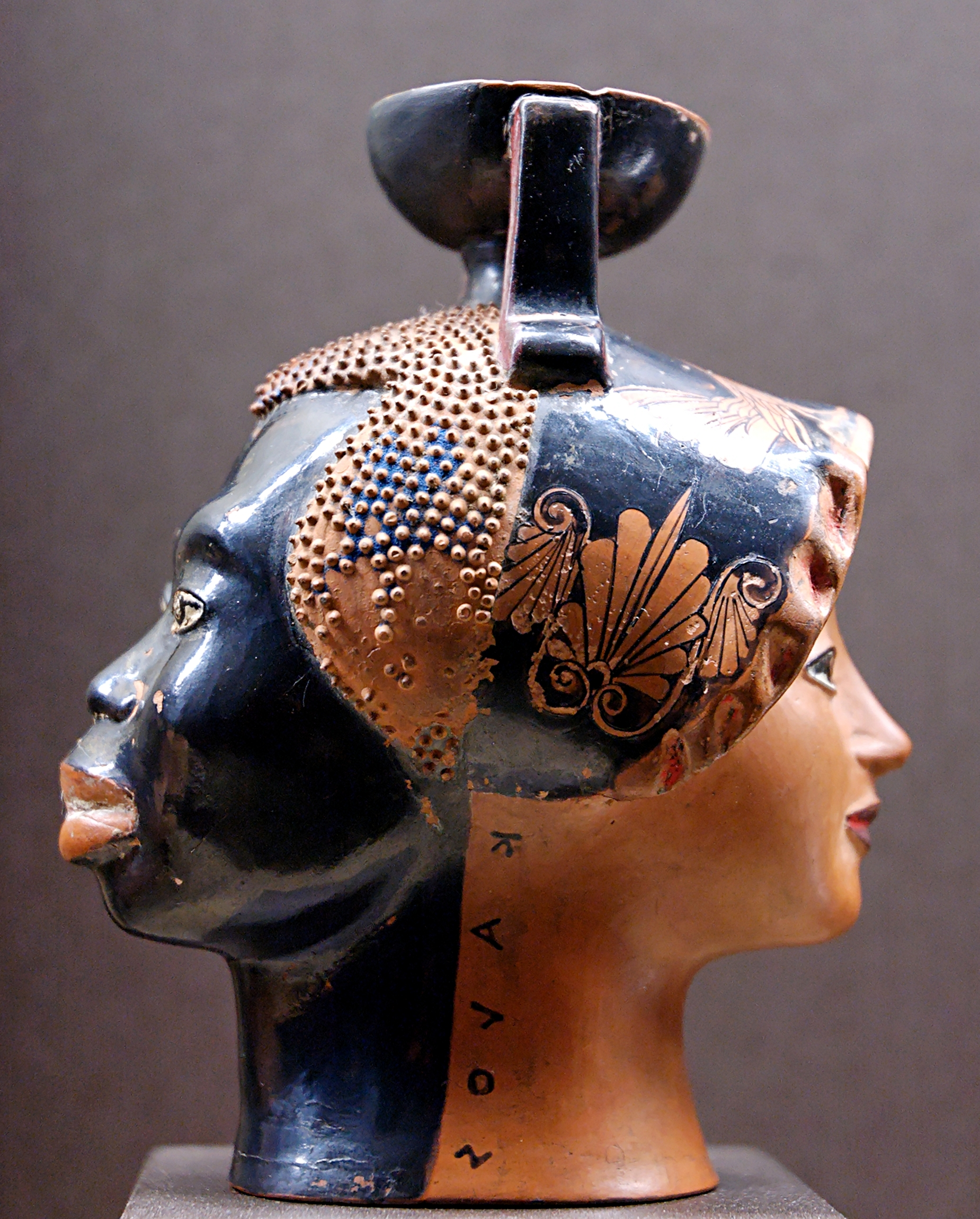
Inscripción kalós en una cabeza de un aríbalo de la Clase Epílico, posiblemente pintada por Escita, circa del 520/510 a. C.

La Clase Epílico es la clase B de los vasos de cabeza áticos figuras rojas, que se originó alrededor del 520-510 a. C. Obtuvo su nombre de la inscripción kalós ΕΠΙΛΥΚΟΣ ΚΑΛΟΣ (Epilykos kalos), que se puede encontrar en uno de estos vasos.
Piezas conocidas hasta ahora:

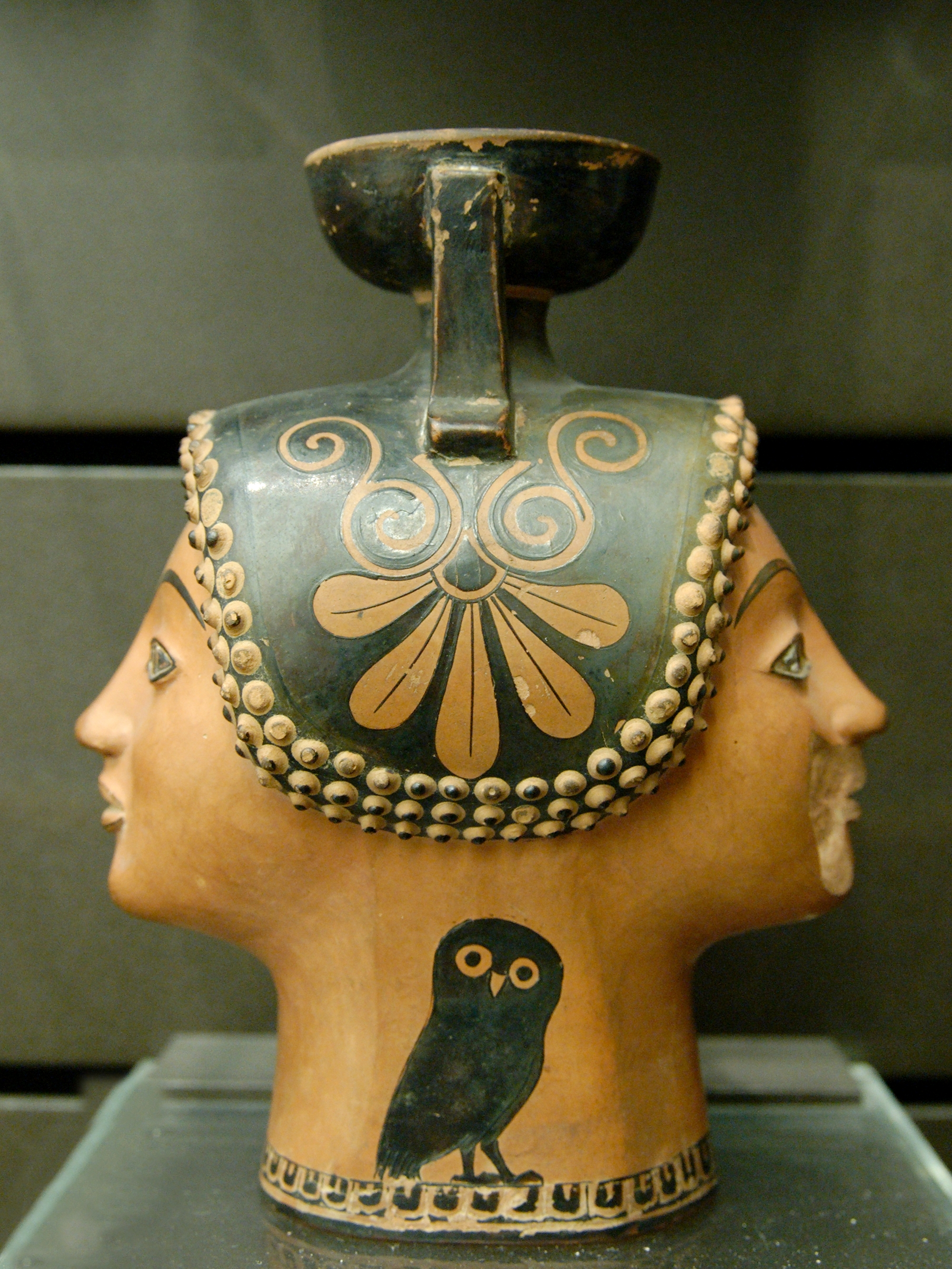
Vaso de cabeza, París, Louvre CA 986.

1. París, Museo del Louvre CA 986: de doble cabeza, cabezas femeninas, en la parte superior de la boca la inscripción Epilykos kalos, atribuido al pintor Escita
2. París, Louvre CA 987: Doble cabeza, cabeza femenina y cabeza negra
3. Boston, Museuo de Bellas Artes de Boston 98.888: Cabezas dobles, cabezas negras
4. Londres, Museo Británico 1836.2-24.359: Cabeza negra
5. Atenas, Museo Arqueológico Nacional  2050: Cabeza negra
6. Malibú, Museo J. Paul Getty 83.AE.229: Cabeza negra